# Glicosil
Un grupo glicosil es cualquier estructura con carácter de radical libre univalente obtenida por eliminación del grupo hidroxilo hemiacetal de la forma cíclica de un monosacárido y, por extensión, de ciertos oligosacáridos.